# Edward Barrett (ír sportoló)
Edward Edmond "Ned" Barrett (Írország, Kerry megye, Ballyduff, 1877. november 3. – 1932. március 19.) olimpiai bajnok ír-brit kötélhúzó, olimpiai bronzérmes birkózó. Az olimpiákon indult atlétikai dobószámokban is. Kiváló hurling játékos is volt.
Sportolni a helyi hurling csapatban, a Ballyduff GAA-val kezdett, az 1890-es években. Miután a századforduló környékén Londonba emigrált, beállt a London GAA csapatába és 1901-ben ír bajnoki címet nyertek.
1908-ban és 1911-ben brit szabadfogású nehézsúlyú birkózóbajnok volt.
Az 1908. évi nyári olimpiai játékokon indult kötélhúzásban brit színekben. A londoni városi rendőrség csapatában szerepelt. Rajtuk kívül még kettő brit rendőrségi csapat és két ország indult (amerikaiak és svédek). A verseny egyenes kiesésben zajlott. A döntőben a liverpooli rendőrséget győzték le.
Főbb versenyszáma a birkózás volt. nehézsúlyú szabadfogásban bronzérmes lett. nehézsúlyú kötöttfogásban az 5. lett.
1908-ban indult atlétikában is, 3 dobószámban: Gerelyhajítás szabadfogásban nem ért el helyezést, súlylökésben 5 lett, diszkoszvetésben szintén nem ért el helyezést.
Az 1912. évi nyári olimpiai játékokon ismét indult, de ekkor már csak nehézsúlyú kötöttfogásban és nem ért el komolyabb eredményt.
1914 júliusában leszerelt a rendőrségtől és utána semmit nem tudunk az életéről.